# Ilattia stricta
Ilattia stricta är en fjärilsart som beskrevs av Walker 1858. Ilattia stricta ingår i släktet Ilattia och familjen nattflyn. Inga underarter finns listade i Catalogue of Life.